# Florian-Jules-Félix Desprez
Florian Jules Felix Desprez , (Ostricourt, 14 de abril de 1807 - Toulouse, 21 de janeiro de 1895)  , foi bispo de Saint-Denis de La Réunion depois de Limoges , arcebispo de Toulouse , cardeal francês da Igreja Católica .

## Biografia
Foi ordenado sacerdote aos 22 anos de 19 de dezembro de 1829 em Cambrai. .
Ao transformar a antiga prefeitura apostólica em sede episcopal, em 22 de junho de 1850, o Papa Pio IX nomeou-o primeiro bispo de Saint-Denis de La Réunion, enquanto era pároco-decano de Roubaix. Foi consagrado em 5 de janeiro de 1851 por René-François Régnier, Arcebispo de Cambrai ..
Em 4 de fevereiro de 1857 ele é transferido para Limoges. Então a 30 de julho de 1859, foi nomeado Arcebispo de Toulouse. Participou do Concílio Vaticano I .
Em 1879, foi criado cardeal por Papa Leão XIII sob o título de cardeal-presbítero de Santos Marcelino e Pedro .
Quando ele morreu em 1895, ele foi enterrado na capela Sainte Germaine da Catedral de Toulouse .